# Amber McLaughlin
Amber McLaughlin (13 de enero de 1973 - 3 de enero de 2023) fue una mujer transgénero estadounidense ejecutada en Misuri por la violación y asesinato en 2003 de su exnovia, Beverly Guenther. En el momento del crimen, McLaughlin vivía como hombre, e inició su transición de hombre a mujer mientras estaba encarcelada. Se convirtió así en la primera persona transgénero en ser ejecutada en Estados Unidos. El nombre legal de McLaughlin siguió siendo su nombre de nacimiento, Scott A. McLaughlin, y fue identificada como tal en su sentencia de muerte y en los registros de la prisión.
McLaughlin era un delincuente sexual registrado, debido a una condena de 1992 por agresión sexual contra una niña de 14 años. 
En el juicio de McLaughlin en 2006, el jurado llegó a un punto muerto sobre el tema de la pena de muerte. En la mayoría de los estados de EE. UU., esto resultaría en una sentencia de cadena perpetua. Sin embargo, Misuri es uno de los dos únicos estados (el otro es Indiana) en los que un juez tiene la discreción de sentenciar a muerte a un acusado si el jurado llega a un punto muerto sobre el tema de la pena capital.
En agosto de 2021, la sentencia de McLaughlin fue restablecida por la Corte de Apelaciones del Octavo Circuito de los Estados Unidos.
McLaughlin fue ejecutada el día 3 de enero de 2023 mediante la inyección letal. Su última declaración escrita fue "I am sorry for what I did. I am a loving and caring person" (Lamento lo que hice. Soy una persona amorosa y cariñosa).
Se convirtió en la primera persona ejecutada en el año 2023 y en la primera persona transgénero en ser ejecutada en los Estados Unidos.